# Сэлмон, Колин
Колин Сэлмон (англ. Colin Salmon; род. 6 декабря 1962, Лутон) — британский актёр.

## Биография
Получил широкую известность в исполнении роли Чарльза Робинсона в трёх фильмах про вымышленного агента британской разведки Джеймса Бонда.

## Избранная фильмография
- 1992 — «Главный подозреваемый»
- 1997 — «Завтра не умрёт никогда»
- 1999 — «И целого мира мало»
- 2002 — «Обитель зла»
- 2002 — «Динотопия»
- 2002 — «Умри, но не сейчас»
- 2004 — «Чужой против Хищника»
- 2005 — «Матч-пойнт»
- 2006 — «Плохие девочки»
- 2008 — «Ограбление на Бейкер-стрит»
- 2008 — «Клуб»
- 2008 — «Каратель: Территория войны»
- 2008 — «Доктор Кто (сериал)»
- 2009 — «Последний вампир»
- 2009 — «Экзамен»
- 2012 — «Обитель зла: Возмездие»[1]
- 2012 — «Стрела»
- 2015 — «Падение Лондона»
- 2015 — «Области тьмы»
- 2016 — «Преступник»
- 2018 — «Криптон»
- 2018 — «Хроники хищных городов»
- 2021 — «Никто»